# اردک ماهی‌خوار اوکلند
اردک ماهی‌خوار اوکلند (نام علمی: Mergus australis) نام یک گونه منقرض‌شده از سرده اردک ماهی‌خوار است.